# 102 كلب مرقش (فلم)
102 كلب مرقش هو فيلم من سنة 2000 من إنتاج أفلام والت ديزني وهو من بطولة غلين كلوس في دور كرويلا دي فيل. وهو مواصلة للفيلم الذي أصدر سنة 1996 وهو 101 كلب مرقش وهو إعادة لفيلم سنة 1961 وهو مئة مرقش ومرقش. في هذا الفيلم تحاول كرويلا دي فيل سرقة الجراء لصنع أروع معطف فراء. غلين كلوس وتيم مكينرني هما الممثلان الوحيدان الذان ظهرا في الفيلمين. تم إصدار هذا الفيلم في في إتش إس ودي في دي في 3 أبريل 2001 وتمت إعادة إصداره في الدي في دي في 16 سبتمبر 2008.

## القصة
فيلم «102 Dalmatians» يحكي قصة امرأة ذات افكار شيطانية تدعى كرويلا دي فيل (غلين كلوس)، وهي مغرمة بالمعاطف الجلدية، تخطط مع شريكها مصمم المعاطف جان بيرس كبيت (جيرارد ديباردو) لمحاولة سرقة 102 جرو بجلد مرقط بالأبيض والأسود من البيوت ومحلات الرفق بالكلاب. وبعد مطاردات وهروب بالجراء تبوء محاولاتهما بالفشل. يحوي الفيلم القليل من مشاهد عنف مطولة وغير مبررة لا تناسب المشاهدين الأطفال.

## الشخصيات
غلين كلوس في دور كرويلا دي فيل 

ايوان غرافاد في دور كيفين شيفيرد 

أليس ايفانز في دور كلوي سيمون

تيم مكينرني في دور ألونزو

هوروفيش ديفيد في دور دكتور بافلوف

إيان ريتشاردسون في دور مستر تورتي 

جيرار دوبارديو في دور جون بيير لو بيلت

## البوكس أوفيس
افتتح الفيلم في المركز الثالث وراء فلمي M. Night Shyamalan's Unbreakable وHow The Grinch Stole Christmas. نجح الفيلم جيدا في البوكس أوفيس، وحصل على $66,957,026 في الولايات المتحدة و$116,654,745 في بقية أنحاء العالم، وهو ما مجموعه $183,611,771.

## وصلات خارجية
- مقالات تستعمل روابط فنية بلا صلة مع ويكي بيانات